# Cayratia reticulata
Cayratia reticulata är en vinväxtart som först beskrevs av M.A. Lawson, och fick sitt nu gällande namn av D.J. Mabberley. Cayratia reticulata ingår i släktet Cayratia och familjen vinväxter. Inga underarter finns listade i Catalogue of Life.